# Guy Goma
Pour les articles homonymes, voir Goma (homonymie).
Guy Goma (né en 1969) est un diplômé de la République du Congo qui a accédé à la célébrité en se faisant interviewer par erreur en direct le 8 mai 2006 dans l'émission BBC News 24 de la BBC, une chaîne de TV britannique.

## Son histoire
Guy Goma était venu à la BBC pour un entretien d'embauche pour un poste d'informaticien dans le domaine du nettoyage de données. Au même moment, le journaliste (spécialisé dans l'informatique) Guy Kewney attendait, dans une autre partie de la réception, en se préparant pour son commentaire en direct de l'affaire du contentieux entre Apple Corps et Apple Computer.
Venu chercher Guy Kewney, le producteur a été dirigé vers la mauvaise réception. Il s'est alors approché de Goma, et lui a demandé s'il était bien Guy Kewney. Pensant à une mauvaise prononciation de son patronyme, celui-ci répondit par l'affirmative.
Il fut donc introduit dans le studio de l'émission BBC News 24, fut maquillé, et se trouva placé en face des caméras. Bien que conscient de l'étrangeté de la situation, il se prépara pour ce qu'il croyait être son entretien d'embauche.
Présenté par la journaliste Karen Bowerman (en) comme un expert d'Internet, Guy Goma comprit alors l'erreur. Conscient d'être en direct devant des millions de personnes, il parut d'abord très surpris, puis entreprit de répondre du mieux possible aux questions. Mis à part son expression au début de l'interview, celle-ci se déroula d'une manière tout à fait honorable et crédible.
En même temps, Guy Kewney lui-même fut très surpris de constater que quelqu'un était en train de répondre à sa place aux questions de la journaliste.
Dix minutes plus tard, Goma se présenta pour son véritable entretien. Apparemment, il n'a pas obtenu l'emploi.

## Retranscription de l'interview
Karen Bowerman: Guy Kewney est éditeur du site internet Newswireless, spécialisé dans les nouvelles technologies.
Guy Goma: (expression de grande surprise)
KB: Bonjour à vous.
GG: Bonjour.
KB: Avez-vous été surpris par le verdict d'aujourd'hui ?
GG: Je suis très surpris de voir... ce verdict me tomber dessus, parce que je ne l'attendais pas ! Quand je suis arrivé, ils m'ont dit autre chose et me voici ! Vous aurez un entretien c'est tout. Donc une grosse surprise oui.
KB: Une grosse surprise, oui!
GG: Exactement.
KB: Par rapport aux coûts qui sont en jeu, pensez-vous que maintenant de plus en plus de gens vont télécharger sur internet ?
GG: Maintenant, vous pouvez aller partout et vous pourrez constater que de nombreuses personnes téléchargent depuis internet, et ce qu'ils veulent. Mais je pense que.. heu.. c'est bien mieux pour le développement.. heu.. d'informer les gens sur ce qu'ils veulent et qu'ils puissent obtenir facilement et rapidement ce qu'ils veulent.
KB: On dirait vraiment que le développement de l'industrie musicale répond au besoin des gens de pouvoir aller sur Internet et télécharger ce qu'ils veulent.
GG: Exactement. Vous pouvez aller partout, au cybercafé... Et vous pouvez prendre... vous pouvez y aller sans problème. C'est en train de devenir une solution facile pour les gens que d'aller sur le net et télécharger de la musique.
KB: Guy Kewney, merci beaucoup.

## Célébrité
Aujourd'hui, Guy Goma est une véritable célébrité. De nombreux sites internet sont consacrés à son histoire, sur lesquels on peut lire nombre d'éloges de son professionnalisme. Un film racontant cette aventure est déjà planifié[réf. nécessaire].